# Большое Заветное
Большое Заветное (фин. Juoksemajärvi) — озеро на территории Севастьяновского сельского поселения Приозерского района Ленинградской области.

## Общие сведения
Площадь озера — 1,2 км², площадь водосборного бассейна — 7,25 км². Располагается на высоте 17,2 метров над уровнем моря.
Форма озера лопастная, продолговатая: вытянуто с юго-запада на северо-восток. Берега изрезанные, каменисто-песчаные, местами заболоченные.
Из северо-восточной оконечности озера вытекает безымянный водоток, который, протекая через озеро Шушинское, впадает в озеро Невское, из которого вытекает река Новинка, которая, в свою очередь, втекает в озеро Вуоксу.
В озере не менее пяти безымянных островов различной площади, однако их количество может варьироваться в зависимости от уровня воды.
Вдоль северо-западного берега озера проходит лесная дорога.
Код объекта в государственном водном реестре — 01040300211102000012745.